# Clos des Zouaves
Le clos des Zouaves est un vignoble situé en Wallonie dans les jardins suspendus de Thuin, en Belgique. Planté en juin 2001 par la distillerie de Biercée, il a une superficie de  1 000 pieds.

## Historique

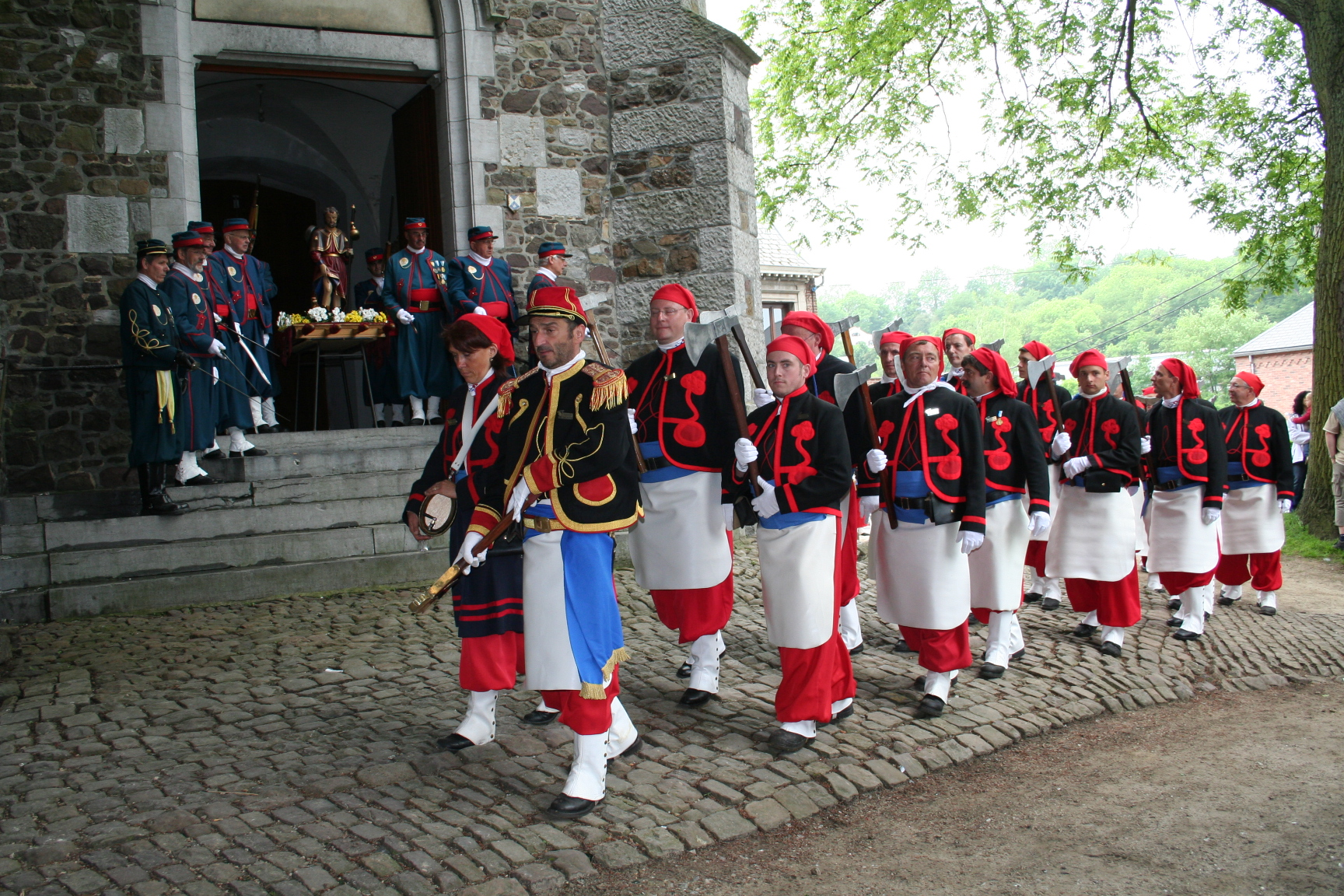
Les zouaves de la Saint-Roch de Thuin

Les premières vendanges ont eu lieu en septembre 2003 et ont produit 500 bouteilles qui ont été mis sur le marché en mai 2004 sous l'AOC « Côtes de Sambre et Meuse ». Le nom de Clos des Zouaves a été donné à ce vignoble pour rendre hommage à la fanfare Compagnie Saint-Roch de Thuin, dont les employés de la distillerie sont les piliers.
En 2011, l'activité est reprise par l'ASBL Le Vignoble thudinien.

## Terroir
Les jardins suspendus de Thuin, dans la vallée de la Biesmelle, sont orientés plein sud. Ils ont été reéaménagés dans les années 2000 avec l'aide du Fonds européen de développement régional et de la Région wallonne (Phasing out de l'Objectif 1).

## Encépagement
Ce vignoble est constitué du regent, croisement entre riesling et sylvaner blanc, cépage bien adapté aux conditions climatiques septentrionales. S'y ajoute le chambourcin rouge qui donne un vin rouge vif, bien équilibré et très fruité.

## Méthode culturale
Le vignoble est conduit en non culture. Entre les rangs, des trèfles blancs permettent de conserver une humidité optimale du sol et restituent la quantité d’azote nécessaire à la vigne. Des rosiers plantés en tête de rang permettent, par leur sensibilité, de prévenir les attaques de pucerons. De plus, l'utilisation de phéromones naturels permet une pollinisation optimale de la vigne. Seule la bouillie bordelaise est utilisée pour pallier toute attaque de mildiou et d'oïdium.